# أندرو فلمنج (لاعب كرة قدم)
أندرو فلمنج (بالإنجليزية: Andrew Fleming)‏ (5 أكتوبر 1987 بليفربول في المملكة المتحدة - ) هو لاعب كرة قدم بريطاني في مركز الوسط. شارك مع منتخب إنجلترا لكرة القدم C ‏. أما مع النوادي، فقد لعب مع نادي ريكسهام ونادي موركامب.

## وصلات خارجية
- أندرو فلمنج على موقع قاعدة بيانات كرة القدم.إي يو (الإنجليزية)
- أندرو فلمنج على موقع Soccerbase.com (لاعب) (الإنجليزية)